# Bombenexplosion im Harvey’s Resort Hotel

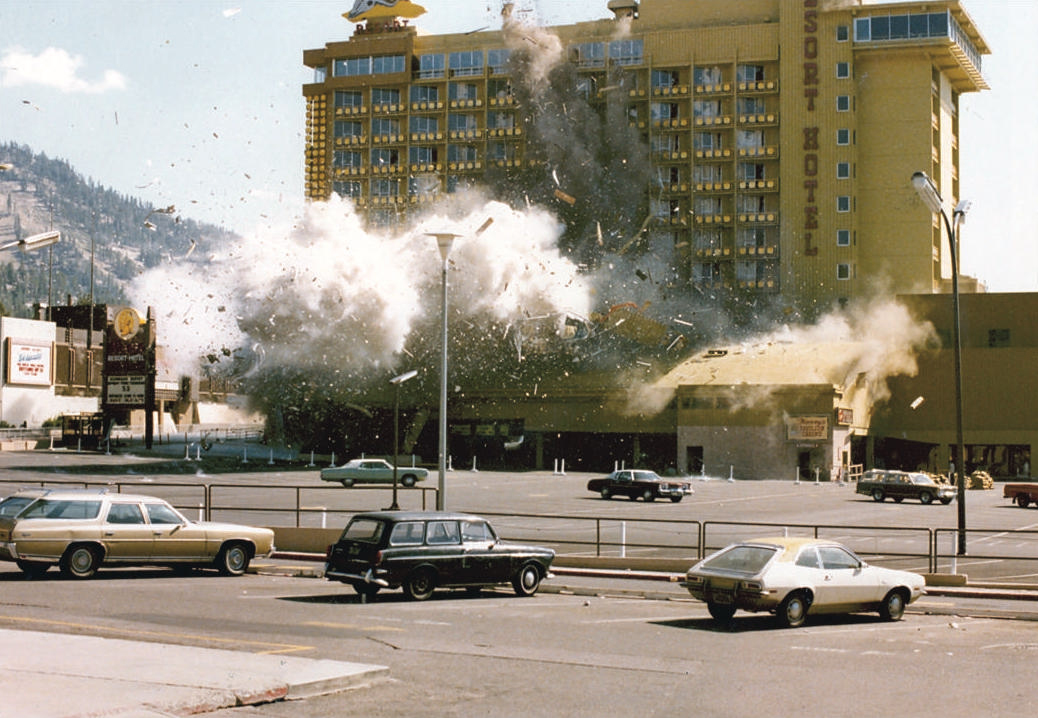
Die Bombenexplosion im Harvey’s Resort Hotel am 27. August 1980

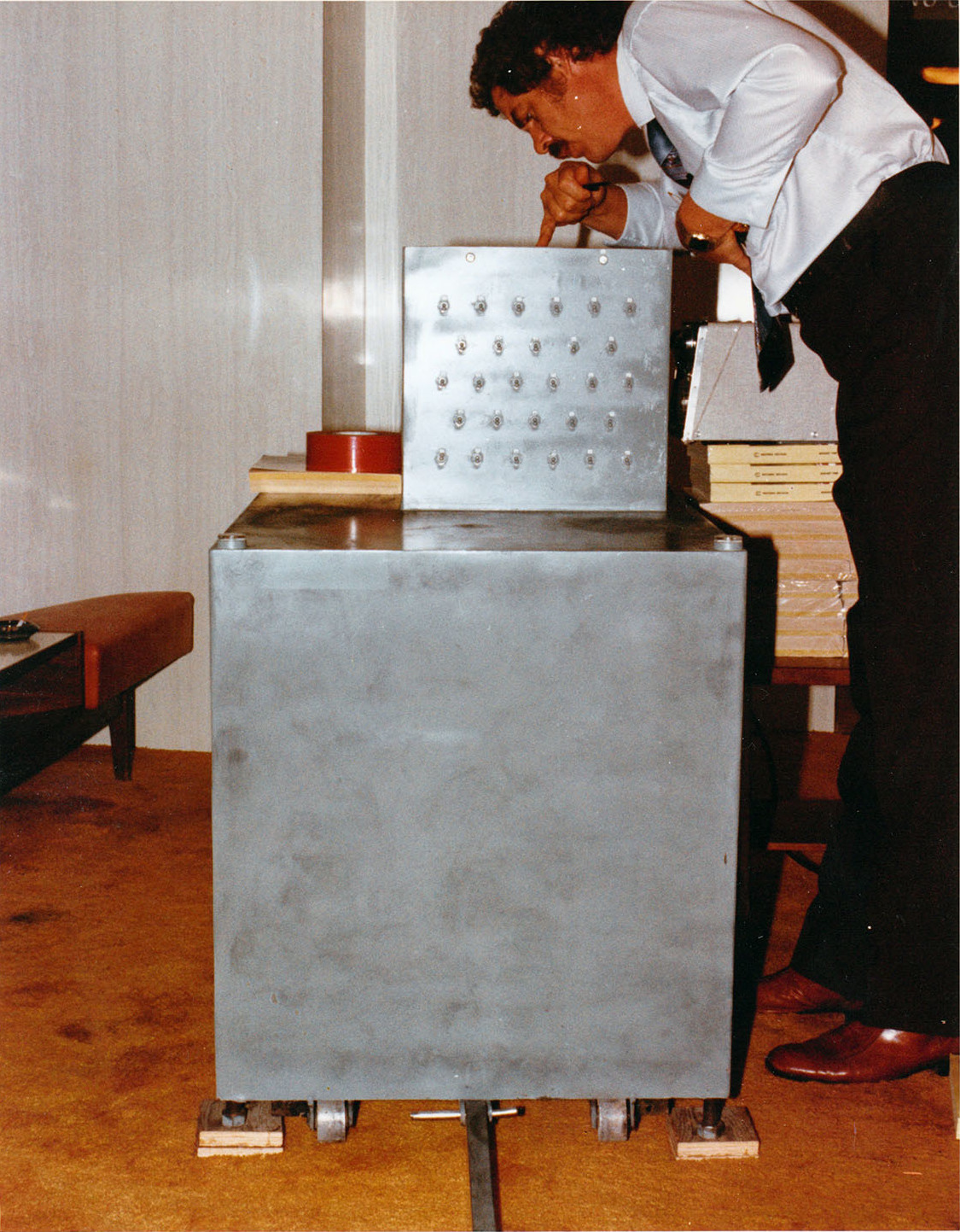
Nevada State Fire Marshal Thomas J. Huddleston untersucht die Bombe

Zu der Bombenexplosion im Harvey’s Resort Hotel kam es am 27. August 1980 bei dem Versuch, eine in dem Hotel versteckte Bombe zu entschärfen.
Am 26. August 1980 hatten drei Männer in Harvey’s Resort Hotel (heute „Harveys“) in Stateline, Nevada, eine Bombe mit 450 kg Dynamit platziert, die durch mehrere raffinierte Sprengfallen gegen Entschärfung gesichert war. Geplant hatte diese Aktion der ehemalige Millionär John Birges. Birges wollte so das Casino erpressen und verlangte 3 Millionen Dollar (etwa 8,9 Millionen Dollar im Jahr 2018). Birges brauchte das Geld, da er pleite war und in dem Casino angeblich 750.000 Dollar verloren hatte.
Das FBI begab sich zu der Stelle, an welcher, wie es annahm, das Lösegeld übergeben werden sollte. Birges Anweisungen waren jedoch ungenau, und so wurde der Übergabeort nicht gefunden, und Birges erhielt kein Geld.

## Ablauf des Verbrechens
Die Bombe war raffiniert konstruiert und praktisch nicht zu entschärfen. Laut Lösegeldforderung sei nicht einmal der Bombenbauer selbst in der Lage, die Bombe zu neutralisieren, jedoch werde er, so er die 3 Millionen Dollar erhalte, eine Anleitung dafür geben, welche Schalter betätigt werden müssten, damit die Bombe abtransportiert und an einem anderen Ort ferngezündet werden könne. Das FBI kam allerdings zu dem Schluss, es wären mindestens vier Männer nötig, um die Bombe zu bewegen – wobei man jedoch nicht wissen könne, ob sich die Bombe, wie behauptet, auch wirklich sicher transportieren lasse. Entsprechend empfahl das FBI, die Bombe vor Ort zu entschärfen. Daraufhin wurden alle Gäste aus dem Hotel evakuiert und die Gaszufuhr abgeschaltet.
Nachdem Feuerwerker die Bombe über einen Tag lang untersucht und mit Röntgenstrahlen durchleuchtet hatten, wurde entschieden, durch eine Druckwelle den Zünder von der Sprengladung zu trennen und so die Bombe zu entschärfen, obgleich man wusste, dass es dadurch zur Explosion kommen konnte. Konkret wurde eine Hohlladung aus C4-Plastiksprengstoff eingesetzt. Die Entschärfung scheiterte jedoch, denn den Feuerwerkern war nicht bekannt, dass auch der Zündmechanismus der Bombe Dynamit enthielt. Die C4-Hohlladung brachte entsprechend das Dynamit am Zünder zur Explosion – und dies dann die Bombe selbst. Durch die Explosion wurde ein Großteil des Hotels zerstört, jedoch niemand verletzt. Harrah’s Casino, das über einen Tunnel mit Harvey’s Resort verbunden war, wurde ebenfalls beschädigt, als die Druckwelle viele Fenster zerstörte.
Dem FBI zufolge handelte es sich bei der Bombe um die größte bekannte Sprengfalle. Ihre Ladung bestand aus Dynamit, das Birges von mehreren Baustellen in Fresno gestohlen hatte. Laut FBI-Experten handelte es sich bei der Bombe um den komplexesten unkonventionellen Sprengkörper, den es (bis 2009) je untersucht hatte. Eine Nachbildung der Maschine, wie die Erpresser die Bombe nannten, wurde bis mindestens 2009 beim FBI für Ausbildungszwecke verwendet.

## John Birges
John Birges, Sr., geboren 1922 als Janos Birges in Jászberény, Ungarn, war 1957 in die USA eingewandert und lebte zuletzt in Clovis, Kalifornien. Eigenen, unbestätigten Angaben zufolge war er im Zweiten Weltkrieg Pilot der deutschen Luftwaffe, kam dann in Kriegsgefangenschaft und wurde zu 25 Jahren Zwangsarbeit in einem sowjetischen Gulag verurteilt. In den USA hatte er mit einem Unternehmen für Landschaftsgärtnerei Erfolg, verlor sein Geld jedoch durch seine Spielsucht. Seine Spielschulden und seine Erfahrung mit Sprengstoff waren die wichtigsten Beweise, die ihn mit dem Bombenanschlag in Verbindung brachten.
Birges kam in Verdacht, da man einen ihm gehörenden weißen Lieferwagen am Tatort gesehen hatte. Festgenommen wurde er schließlich aufgrund eines Hinweises, der von der Ex-Freundin einem seiner Söhne kam. Birges wurde zu lebenslanger Haft ohne Bewährung verurteilt. Er starb 1996, im Alter von 74 Jahren, an Leberkrebs im Southern Nevada Correctional Center.